# موحان الفريجي
الفريق موحان الفريجي هو ضابط كبير في الجيش العراقي. في الفترة من سبتمبر 2007 إلى أبريل 2008 كان قائد قيادة العمليات في البصرة وهو تشكيل للجيش العراقي يسيطر على جميع قوات الجيش العراقي في جنوب العراق. في أبريل 2008 أعيد إلى بغداد.

## في ظل نظام صدام
كان موهان ضابطا كبيرا في الحرس الجمهوري العراقي لصدام حسين لكن في منتصف عقد 1990 سجنه صدام في سجن أبو غريب لمدة 11 شهرا حيث تعرض للتعذيب بشكل روتيني. بعد انهيار النظام في عام 2003 منع موهان من الانضمام إلى الجيش العراقي الجديد بموجب القوانين التي فرضتها سلطة الائتلاف المؤقتة.

## حرب العراق (2003 إلى الوقت الحاضر)

### خطة بغداد الأمنية
في يناير 2007 كان الفريق موهان الخيار الأول لرئيس الوزراء العراقي لقيادة خطة الأمن في بغداد ولكن قوات الولايات المتحدة استخدمت حق النقض (الفيتو) على تعيينه. تم اختيار الفريق عبود قنبر وهو من قدامى المحاربين في الحرب الإيرانية العراقية.

### التنازل إلى البصرة
في يونيو 2007 أعيد نشره في وزارة الدفاع العراقية في بغداد إلى البصرة للتحضير لاستلام البصرة من القوات البريطانية. بعد فترة قصيرة من تعيينه نصح القوات البريطانية بسحب قواتها من البصرة حيث أن وجودها كان يزيد العنف بدلا من تقليصه. في سبتمبر 2007 حضر نقل قصر البصرة من القوات البريطانية. عقب النقل كان هناك انخفاض حاد في عدد الهجمات على القوات البريطانية من 60 في الأسبوع في أغسطس إلى خمسة في الأسبوع. سمح تحسن الأمن للقوات البريطانية بنقل محافظة البصرة إلى رقابة عراقية إقليمية في احتفال أقيم في قاعدة البصرة الجوية في ديسمبر 2007.
بدأ الفريق موهان في الاستعدادات لهجوم في البصرة لاستعادة السيطرة على المدينة من الميليشيات وبدأ تشكيل فرقة الجيش العراقي 14 في البصرة في نوفمبر 2007 وهي الثانية من شعبتين تحت قيادة الفريق موهان. في مقابلة مع مراسل تلغراف في مارس 2008 وصف الوضع في البصرة: «إن الفوضى في البصرة هي إهانة للشعب العراقي وإهانة للحكومة العراقية ولا يمكن التسامح معها». كان مخططا له في يونيو 2008 ولكن تم إطلاقه قبل ثلاثة أشهر بناء على طلب من رئيس الوزراء العراقي نوري المالكي في حين أن الانقسام الجديد ما زال يشكل. واجهت العملية مقاومة شديدة من جيش المهدي وسرعان ما تعثرت مع اللواء 52 التابع للجيش العراقي الذي يقال أنه كسر أثناء القتال. كانت الفرقة الثانية والخمسين اللواء الثاني للشعبة الذي تخرج من بسمايا قبل خمسة أسابيع فقط من العملية.
في أبريل 2008 أعيد تعيينه في بغداد.

## وصلات خارجية
- كيم سينغوبتا - الرجل الذي ترك للقبض على القطع في البصرة - اندبندينت